# 代米爾希薩爾
代米爾希薩爾是北馬其頓共和國代米尔希萨尔市镇内的城镇及行政中心。